# Orange County (sæson 4)
Den fjerde sæson af den amerikanske tv-serie Orange County blev vist i USA fra 2. november 2006 til 22. februar 2007. Sæsonen indeholder 16 afsnit. Den sidste sæson af Orange County blev sendt i USA, torsdage kl. 9:00 ET på FOX. Tv-stationen afprøvede et nyt sendetidspunkt ved at sende andet afsnit en onsdag kl. 9:00 ET, samme tid som ABCs Lost og CBSs Criminal Minds. Med Lost på vej til en tre måneders pause håbede FOX, at det ændrede sendetidspunkt ville få Orange County til at tiltrække de seere tilbage, som serien havde mistet i slutningen af forrige sæson. Ændringen af sendetidspunktet var ingen succes, så FOX flyttede serien tilbage til sin oprindelig sendetid, torsdage kl. 9:00 ET.

## Afsnit
| Nr. i serie | Nr. i serie | Titel                           | Instruktør      | Forfatter                        | Oprindelig sendedato |
| ----------- | ----------- | ------------------------------- | --------------- | -------------------------------- | -------------------- |
| 77          | 1           | "The Avengers"                  | Ian Toynton     | Josh Schwartz                    | 2. november 2006     |
| 78          | 2           | "The Gringos"                   | Patrick Norris  | John Stephens                    | 7. november 2006†    |
| 79          | 3           | "The Cold Turkey"               | Michael Lange   | J. J. Philbin                    | 9. november 2006     |
| 80          | 4           | "The Metamorphosis"             | Norman Buckley  | Leila Gerstein                   | 16. november 2006    |
| 81          | 5           | "The Sleeping Beauty"           | Ian Toynton     | John Stephens                    | 30. november 2006    |
| 82          | 6           | "The Summer Bummer"             | Michael Lange   | Josh Schwartz & Stephanie Savage | 7. december 2006     |
| 83          | 7           | "The Chrismukk-huh?"            | Ian Toynton     | J. J. Philbin & John Stephens    | 14. december 2006    |
| 84          | 8           | "The Earth Girls Are Easy"      | Norman Buckley  | Mark Fish                        | 21. december 2006    |
| 85          | 9           | "The My Two Dads"               | Michael Schultz | Josh Schwartz & Stephanie Savage | 4. januar 2007       |
| 86          | 10          | "The French Connection"         | John Stephens   | J. J. Philbin                    | 11. januar 2007      |
| 87          | 11          | "The Dream Lover"               | Patrick Norris  | Leila Gerstein                   | 18. januar 2007      |
| 88          | 12          | "The Groundhog Day"             | Ian Toynton     | Mark Fish                        | 25. januar 2007      |
| 89          | 13          | "The Case of the Franks"        | Norman Buckley  | J. J. Philbin                    | 1. februar 2007      |
| 90          | 14          | "The Shake Up"                  | Ian Toynton     | John Stephens                    | 8. februar 2007      |
| 91          | 15          | "The Night Moves"               | Patrick Norris  | Stephanie Savage                 | 15. februar 2007     |
| 92          | 16          | "The End's Not Near, It's Here" | Ian Toynton     | Josh Schwartz                    | 22. februar 2007     |